# بخش مارینا (سان فرانسیسکو)
بخش مارینا، سان فرانسیسکو (انگلیسی: Marina District, San Francisco) محله‌ای در سان فرانسیسکو، کالیفرنیا است. این محله در محل نمایشگاه بین‌المللی پاناما-پسیفیک ۱۹۱۵ واقع شده‌است که پس از زمین‌لرزه ۱۹۰۶ سان فرانسیسکو برای جشن ظهور دوباره شهر به صحنه رفت. به غیر از کاخ هنرهای زیبا، تمام ساختمان‌های دیگر برای ساختن محله فعلی تخریب شدند. مارینا در حال حاضر بالاترین درصد ساکنان سفیدپوست غیر اسپانیایی را در میان محله‌های شناخته شده در سانفرانسیسکو دارد.